# Pavel Štohl
Pavel Štohl (* 14. března 1960) je český politik, ekonom a podnikatel, v letech 2014 až 2020 senátor za obvod č. 54 – Znojmo, v letech 2002 až 2011 zastupitel města Znojma, prorektor Soukromé vysoké školy ekonomické Znojmo.

## Život
V letech 1981 až 1986 vystudoval obor učitelství ekonomických předmětů na Vysoké škole ekonomické v Praze a získal tak titul Ing. V roce 1993 pak získal osvědčení "daňový poradce".
V letech 1986 až 1997 byl zaměstnán na Střední ekonomické škole Znojmo, později Obchodní akademii Znojmo. Od roku 1993 soukromě podniká v oblasti daňového poradenství. Od roku 1994 pak působí ve Vzdělávacím středisku Ing. Pavel Štohl.
V roce 2005 spoluzakládal Soukromou vysokou školu ekonomickou Znojmo, na níž pracoval jako prorektor pro studijní činnost a rozvoj školy.
Škola však v roce 2025 ukončila činnost a od té doby s ní již není spojen.
Je autorem řady středoškolských učebnic z účetnictví a daní.
Pavel Štohl je rozvedený.

## Politické působení
Do politiky se pokoušel vstoupit, když v komunálních volbách v roce 1994 a v roce 1998 kandidoval jako nestraník za ODA do Zastupitelstva města Znojma, ale ani jednou neuspěl. Zastupitelem města se stal až po komunálních volbách v roce 2002, kdy uspěl jako nestraník na kandidátce ODS. Mandát zastupitele města obhájil jak v komunálních volbách v roce 2006 (nestraník za subjekt "Unie pro Znojmo", tj. koalice US-DEU a nezávislých), tak ve volbách v roce 2010 (za subjekt "Sdružení nestraníků"). V listopadu 2010 byl zvolen radním města. V červnu 2011 však rezignoval na funkci zastupitele i radního města z důvodu pracovního vytížení.
Ve volbách do Senátu PČR v roce 2014 kandidoval jako nestraník za ČSSD v obvodu č. 54 – Znojmo. Se ziskem 24,72 % hlasů vyhrál první kolo a postoupil tak do kola druhého. V něm porazil v poměru hlasů 53,87 % : 46,12 % lidovce Jiřího Němce a stal se senátorem. Funkci vykonával jedno období do roku 2020, ve volbách do Senátu PČR v roce 2020 již nekandidoval.